# I-1
《I-1》은 2006년부터 2007년까지 XTM에서 방송된 모델 선발 프로그램이다. 예선을 통과한 25명이 본선에 진출하며, 우승자는 상금 2천만 원과 유명 브랜드의 모델 자격을 얻게 된다. 25명 가운데 1, 2회에서 8명씩 16명을 선발하며 3회부터는 매회 1~2명을 탈락시켜 10회에서 최종 우승자를 뽑는다.